# Adobe Capture
Adobe Capture ist eine Software von Adobe Inc. Das Programm ist ein Konvertierungswerkzeug, um Grafikdateien in indizierbare PDF-Dateien umzuwandeln.
Diese Vorgänge sind durch einen Workflow (Arbeitsablauf) definierbar. Das Programm wird nicht mehr aktiv von Adobe angeboten.